# .ve
.ve este un domeniu de internet de nivel superior, pentru Venezuela (ccTLD).